# Philadelphia soul

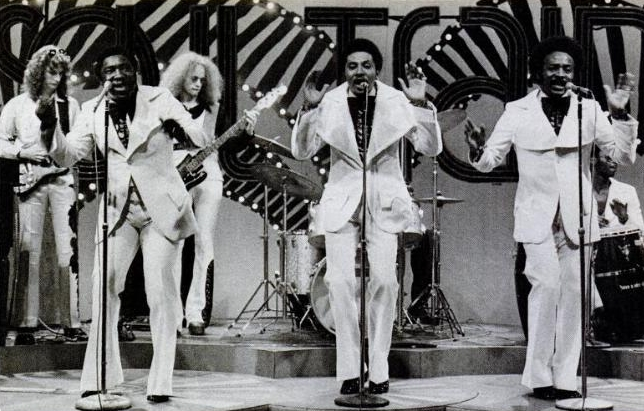
Philadelphia soul

Philadelphia soul, även Philly Soul och Phillysound, är en stil inom popmusiken. Den är en mjukare understil till soulen och utvecklades i Philadelphia, Pennsylvania, under början av 1970-talet och därav fick genren sitt namn. Philadelphia soul lade grunden för discomusiken och även genrer som Quiet Storm och smooth jazz. Skivbolaget Philadelphia International Records var viktigt för stilens utveckling med många av de viktigaste artisterna knutna till sig.

## Exempel på artister
- The O'Jays
- Teddy Pendergrass
- Billy Paul
- Harold Melvin & the Blue Notes
- The Delfonics
- The Three Degrees
- MFSB
- Lou Rawls
- The Spinners
- The Trammps
- The Stylistics
- Blue Magic
- The Intruders
- The People's Choice
- The Ebonys
- Anthony White
- Barry White